# شهاب‌الدین خسروانی
شهاب‌الدین خسروانی (زاده ۱۲۸۰ خورشیدی در محلات) زمین‌دار، مقاطعه‌کار و نماینده محلات در مجلس شورای ملی بود.
پدرش آقاهاشم محلاتی از مالکان بانفوذ محلات بود و پس از مرگش، اداره املاک او به شهاب رسید که بزرگ‌ترین پسرش بود. شهاب‌الدین خسروانی مدتی در جوانی کارمند وزارت پست و تلگراف بود و سپس چند شرکت مقاطعه‌کاری راه انداخت و قراردادهای بزرگ دولتی بویژه در راه‌آهن بست. در سال ۱۳۲۶ به نمایندگی از محلات به مجلس شورای ملی راه یافت (دوره پانزدهم) و سه دوره بر کرسی نمایندگی نشست. خسروانی در دوران نخست‌وزیری دکتر مصدق به پشتیبانی از او پرداخت و از یاران نزدیک دکتر حسین فاطمی بود. از همین رو پس از کودتای ۲۸ مرداد ۱۳۳۲ مدتی کاری به او داده نشد تا اینکه به عنوان وابسته اقتصادی و بازرگانی به ژنو فرستاده شد.
دبستانی به نام شهاب الدین و هاشم خسروانی محلاتی در روستای شهابیه (گلدشت) شهرستان خمین ساخته شده است.
ویلای شهاب الدین خسروانی توسط گابریل گورکیان در سال ۱۹۳۶ میلادی طراحی شد.

## زندگی شخصی
شهاب‌الدین خسروانی به سال ۱۲۸۰ در محلات بدنیا آمد. پدر او میرزا هاشم محلاتی از ثروتمندان محلات بود. او چهار برادر با نام‌های مرتضی، خسرو ،عطاالله و پرویز داشت که همه دارای مناصب نظامی و سیاسی بودند.
- مرتضی خسروانی سپهبد ارتش شاهنشاهی ایران بود.
- خسرو خسروانی، سفیر ایران در کشورهای آمریکا، مصر، آلمان و همچنین نماینده دولت سابق ایران در سازمان ملل متحد بود.
- عطاالله خسروانی دبیرکل حزب ایران نوین بود و همزمان در راس وزارتخانه‌های کار و کشور قرار داشت.[۹]
- پرویز خسروانی سپهبد ارتش شاهنشاهی ایران و به مدت پنج سال به معاونت نخست‌وزیری و سرپرستی سازمان تربیت بدنی در کابینهٔ هویدا رسید.